# Lotus Exige
Lotus Exige – sportowy model brytyjskiej firmy Lotus.

## Lotus Exige 270 E Tri-fuel
Pojazd został zbudowany na bazie modelu Elise. Posiada ten sam silnik, czyli pochodzący od Toyoty, czterocylindrowy silnik o pojemności 1,8 litra wyposażony dodatkowo w turbinę. Dzięki zastosowaniu turbiny silnik rozwija moc 218 KM. Firma postanowiła zbudować także samochód przyjazny dla środowiska. Silnik przystosowano do spalanie prócz benzyny także alkoholi : etanolu i metanolu. Zamiast turbiny zastosowano kompresor. Na nowych paliwach Exige osiąga 270 KM przy 8000 obrotów i ma moment obrotowy wynoszący 260 Nm (5500 obrotów). Z tak zestrojonym silnikiem samochód rozpędza się do 100 km/h w zaledwie 3,9 sekundy rozpędzając się maksymalnie do 255 km/h. Takie osiągi udaje się uzyskać dzięki niewielkiej masie pojazdu wynoszącej około 900 kg.